# 크로미엄 (웹 브라우저)
크로미엄(영어: Chromium, /ˈkroʊmiəm/) 또는 크로미움, 크로뮴은 오픈 소스 웹 브라우저 프로젝트이며 구글 크롬은 크로미엄 코드를 사용하여 개발된다. 크로미엄이라는 이름은 금속 원소인 크롬에서 따왔다. 주로 최신 기술을 시험하는 가늠터의 역할을 하며, 윈도우, macOS, 리눅스, 안드로이드를 지원한다.

## 플랫폼 지원
- IA-32
- x64
- ARM

## 프레임워크
오픈 소스 응용 프로그램 프레임워크인 블링크 및 V8 등을 기반으로 한다.

## 구글 크롬과 다른 점
구글 크롬에는 있지만 크로미엄에는 없는 것은 다음과 같다.
- 사용자 식별 인증키 설정 요구사항
- 자동 업데이트
- 사용 정보 및 오류 보고서를 구글로 보내기 선택하기
- 사용 정보 추적(구글 웹사이트에서 구글 크롬을 다운로드하지 않을 경우에 이 코드가 포함되어 언제 어디서 구글 크롬을 다운로드했는지 등의 정보를 전송)
- 구글 크롬과는 다른 별도의 오픈소스 내장 PDF 뷰어
- 구글 크롬과는 다른 별도의 내장 인쇄 미리보기와 인쇄 시스템
- 내장 어도비 플래시 플레이어
- 구글 계정 로그인

## 라이선스
크로미엄의 소스에 구글이 관여한 부분은 BSD 허가서로, 다른 부분들은 MIT 허가서, LGPL, Ms-PL과 MPL/GPL/LGPL 다중라이선스 같은 여러 오픈소스 라이선스가 적용되고 있다.

## 개발자 버전

### 커뮤니티 버전
마이크로소프트 윈도우, 맥, 리눅스 우분투, 데비안, 페도라 등 다양한 운영체제에 따른 개발자들의 버전들이 배포되며 소스도 공개하고 있다.

### 테스트 브라우저
- 크로미움 콘텐트 셸(Chromium Content Shell)은 크로미움 보안 및 소스 테스트용 샌드박스 브라우저이다.[7][8][9]

### 터미널 버전
한편 크로미움은 각각의 리눅스 운영체제의 배포판들이 GUI환경뿐만 아니라 터미널상에서 명령어(CLI)로 설치할 수 있도록 이를 지원한다.

## 크로미엄 기반의 다른 브라우저

### 개발 중
- 구글 크롬 : 구글의 크로미움 공식 버전
- 블리스크: 웹 개발을 위한 여러 유용한 도구를 제공하는 윈도우 7용 브라우저.
- 브레이브: 웹사이트 추적기를 차단하고 인터넷 광고를 제거하는 오픈 소스 웹 브라우저.
- 코드위버스 크로스오버 크로미엄: 와인 파생의 비공식 번들이자 리눅스, macOS용 크로미엄 개발자 빌드 21. 코드위버스사가 크로스오버 프로젝트의 일환으로 2008년 9월 15일 첫 출시.[11][12]
- 코모도 드래곤: 윈도우 8.1, 8, 윈도우 7, 비스타 32비트 버전의 크로미엄 리브랜드 버전. [13] 코모도 그룹이 개발. 개발자에 따르면 개선된 보안 및 개인정보 보호 기능이 제공된다.[14]
- Cốc Cốc: 베트남 시장에 주안을 둔 프리웨어 웹 브라우저로서, 베트남 기업 Cốc Cốc이 개발하였고, 윈도우용 크로미엄 오픈 소스 코드를 기반으로 함.[15] 2013년 7월 스타카운터가 게재한 데이터에 따르면, Cốc Cốc는 베트남의 5대 유명 브라우저 중 하나가 되면서 오페라를 앞질렀다[16] 이는 공식 릴리스 이후 2개월 만이다.[17]
- Dartium: 크로미엄 브라우저의 특별한 빌드로서 구글이 관리 중인 다트 VM을 포함한다.[18]
- 마이크로소프트 엣지 : 마이크로소프트의 공식 크로미움 릴리즈
- 에픽 브라우저: 인도의 히든 리플렉스가 개발한 개인 정보 보호에 중점을 둔 웹 브라우저로서 크로미엄 소스 코드에 기반을 둔다.[19]
- 오페라: 버전 15부터 크로미엄의 웹 브라우저에 기반을 두기 시작하였다.[20]
- 치후 360 시큐어 브라우저: 중국에서 유명한 웹 브라우저이다.[21]
- 삼성 인터넷: 2013년 출시된 갤럭시 S4에 최초의 크로미엄 기반 브라우저를 포함하였다.[22]
- 슬레이프니르: 윈도우와 macOS용 크로미엄 파생 브라우저. 주요 기능 중 하나로는 웹 앱(페이스북, 트위터, 드롭박스 등)과 스마트폰 앱(구글 지도 등)와의 연동이 있다. "beautiful text" 기능을 제공하며 독특한 그래픽 탭 등도 지원한다.[23]
- 슬림젯: 크롬 기반 웹 브라우저로서, 플래시픽(FlashPeak)이 출시하였으며 웹페이지 번역, PDF 보기 기능, PPAPI 플래시 플러그인, 또 크로미엄 기반 브라우저들이 지원하지 않는 기능들을 내장하고 있다.
- SR웨어 아이언: 프리웨어 버전의 크로미엄으로서, 윈도우, macoS, 리눅스를 대상으로 하며 설치 및 포터블 버전을 둘 다 제공한다. 아이언(Iron)은 서드 파티와 정보를 공유할 수 있는 특정한 구성 가능한 크로미엄 기능들 및 구글이 크롬 브라우저에 제공하는 추가 추적 기능들을 비활성화한다.[24]
- Torch: 윈도우용 크로미엄 기반 브라우저. 미디어 다운로드 및 토렌트 엔진, 비디오 그래버, 공유 버튼 등의 미디어 기능들을 제공한다.[25]
- 비발디: 윈도우, macOS, 리눅스용 브라우저로서 비발디 테크놀로지스가 개발하였다.[26][27] 이 브라우저는 인터넷을 주로 사용하는 사용자들과 이전 오페라 웹 브라우저 사용자들을 대상으로 한다. 비발디는 오페라 12의 오래된 기능들을 부활시키고 새롭고 혁신적인 기능을 도입하는 것이 목표이다.
- 얀덱스 브라우저: 러시아의 소프트웨어 기업 얀덱스가 macOS, 윈도우, 리눅스용으로 개발한 브라우저.[28] 웹 검색 엔진, 기계 번역 서비스, 클라우즈 스토리지를 포함한 얀덱스 서비스들과 연동된다.
- 네이버 웨일: 대한민국의 기업 네이버가 개발한 웹 브라우저. 옴니태스킹 등의 기능을 갖추고 있다.

### 개발 중단
- CoolNovo
- 플로크
- Maelstrom
- Rockmelt
- 타이탄 브라우저 - 미국의 타이탄 브라우저사가 개발한 브라우저로서 윈도우 운영 체제를 대상으로 하며[29] 웹 검색 엔진, 페이스북 공유 버튼, 도구 모음 차단기가 포함되어 있다. (최신 버전: 2013년 10월 9일, v33.0.1712.0)

## 같이 보기
- 구글
- 구글 크롬
- 구글 크롬 OS
- 크로미엄 OS
- 웹킷
- 웹 브라우저
- 파이어폭스